# 海汀倉の戦い
海汀倉の戦い（かいていそうのたたかい）は、文禄の役で韓克諴率いる朝鮮軍を加藤清正率いる日本軍が破った戦い。

## 背景
文禄1年（1592年）、文禄の役が始まり瞬く間に漢城を占領した日本軍は八道国割で咸鏡道の平定を加藤清正、鍋島直茂、相良頼房の二番隊の担当とした。二番隊は漢城を発して北進し、臨津江の戦いの後、6月初旬金郊駅で右折し安城の民を捕えて嚮導を命じ、谷山を経て老里峴を越える。咸鏡南道兵使李渾は兵を率いてこれを迎撃しようとしたが、日本軍の先頭の兵を望見すると戦わずに潰走する。加藤清正は安辺に出て、ここに10余日留まった後、進んで永興に到る。ここで朝鮮人が立てた榜文には「二王子はこの道より北行した。」と書かれていた。鍋島直茂は留まって永興及び咸興付近を守備する。加藤清正は進んで北青に至り相良頼房をここに置き、7月15・6日頃端川に入り家臣の九鬼広隆をここの守備とし付近の銀鉱を試掘させ、北進を継続する。
この頃、臨海君、順和君の朝鮮二王子は兵を募るため咸鏡道に赴いていたが、日本軍が迫ると摩天嶺を越え会寧に入った。

## 戦闘
咸鏡北道兵使韓克諴は日本軍の前進を聞き、これを迎撃するため北境六鎮（慶興、慶源、会寧、鍾城、鏡城、富寧）の兵を結集し、鏡城を発して南下する。もとより勇敢なことで知られた咸鏡北道の兵は、前進して摩天嶺の天険に拠ろうとしたが、加藤清正軍が先に摩天嶺を越えて進撃しており、両者は7月17日（明暦18日）未明、海汀倉（当時日本軍はこれを蔵所又は蔵床と称していた。蓋し今の城津）において遭遇する。朝鮮軍が騎兵を以て日本軍に迫ると、日本軍は銃撃で応じ富寧府使元喜以下300余人を戦死させた。韓克諴は敗れて山上に退き、翌日を待って再び攻撃しようとしていた。日本軍は夜半より密かに朝鮮軍に近づき暁霧に乗じ喊声を発して攻撃する。韓克諴は大いに敗れ死傷者を残して北に逃れ鏡城に帰った。

## 影響
この戦いの後、当地の朝鮮人は雪崩を打って朝鮮王朝に反旗を翻し、続々と日本軍に帰順する。加藤清正が、吉州、明川を経て鏡城に至ると韓克諴は既に逃走しており、敢て抵抗するものは無く、富寧を過ぎ、7月22日古豊山に着き、23日（明暦24日）まさに諸隊を部署して会寧を攻撃しようとすると、府使鞠景仁は臨海君、順和君の二王子以下を縛り降伏を乞うた。加藤清正はこれを許し、即日左右十余騎のみを率いて城に入り、二王子及びその従臣、金貴栄、黄廷彧、黄赫（黄廷彧の子）、会寧府使李瑛、穏城府使李銖、鏡城判官李弘業等20余人を捕虜とし、その縄を解いて彼らを厚く遇する。すると所在の朝鮮人はこれを聞いて争ってその上官を捕縛して送ってきた。咸鏡道前監司柳永立は白雲山に隠れていたが、現地の朝鮮人が日本軍を導いて生け捕りにする。咸鏡南道兵使李渾は甲山に逃れていたが現地の朝鮮人がこれを殺し首級を送ってきた。韓克諴もまた捕縛され、ここに咸鏡道はことごとく平定される。
咸鏡道は朝鮮と女真の境界の地であり、両者の間には古くから紛争が絶えなかった。朝鮮人は女真を野人あるいは北胡と呼んではなはだ恐れていた。そこで加藤清正は、女真を討伐して威を示そうとした。すると従軍を願う朝鮮人が極めて多かった。そして8月、服属した会寧の朝鮮人3000人を先鋒とし、日本人8000人の陣容を整え、ついに豆満江を渡り満州オランカイ（兀良哈）の地へ攻め入った。